# Nome supérieur de Neith

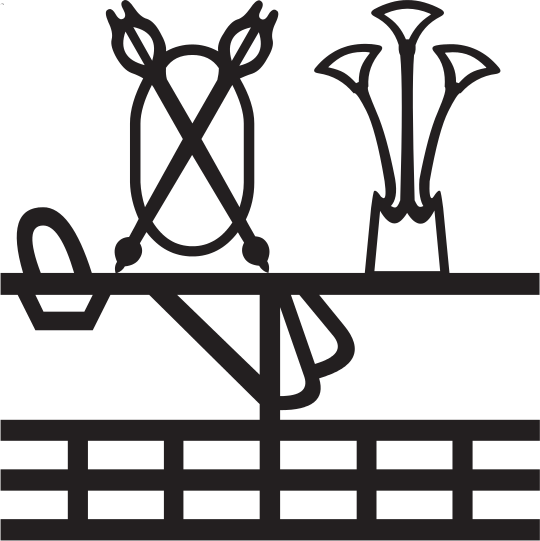
Hiéroglyphe symbole du Nome.

Le nome supérieur de Neith (n.t mḥw) est l'un des 42 nomes (division administrative) de l'Égypte antique. C'est l'un des vingt nomes de la Basse-Égypte et il porte le numéro cinq.

## Géographie
Ce nome faisait cinq kilomètres de long selon la liste des nomes de Sésostris Ier ; cependant, cette longueur est considérée comme improbable,. Le nome était situé pendant une bonne partie de l'histoire égyptienne entre le nome inférieur de Neith au sud, le nome de l'Occident à l'ouest et le nome du Taureau de la montagne au nord, le nome d'Andjety à l'est et le nome du Veau divin au nord-est. Cependant, pendant la période ptolémaïque, le territoire du nome évolua, perdant des territoires au profit des nomes inférieur de Neith, du Harpon à cordes-côté occidental et du Taureau de la montagne tout en récupérant des territoires des nomes inférieur de Neith et du Taureau de la montagne ; ces changements firent que le nome ne borda alors que les nomes inférieur de Neith au sud, du Taureau de la montagne à l'est et du Harpon à cordes-côté occidental à l'ouest ainsi que la mer Méditerranée au nord.

## Histoire
Jusqu'à l'Ancien Empire, ce nome et le nome inférieur de Neith formait un seul nome. Cependant, dès le Moyen Empire, comme l'atteste la liste des nomes de Sésostris Ier, ces deux nomes étaient séparés,.
La capitale du nome était Saou, plus connu sous le nom de Saïs et aujourd'hui situé à Sâ el-Hagar,.
Si la ville de Saïs existait incontestablement depuis a minima l'Ancien Empire, ce n'est qu'à partir de la Troisième Période intermédiaire que la ville sortira de l'ombre. En effet, pendant la XXIIe dynastie, un « Grand chef des Mâ » nommé Osorkon domine de facto la région, incluant Saïs et Bouto (6e nome). Lui succède un certain Ker au plus tard en l'an 19 du règne de Sheshonq V, , qui était à la fois « Grand chef des Mâ » et « Grand chef des Libou », ce dernier titre étant celui du dirigeant de facto d'une partie du nome de l'Occident. Son successeur fut un certain Roudamon suivi d'un certain Ânkhhor, puis enfin le fameux Tefnakht qui organisa une coalition contre la conquête koushite de Piânkhy. Ainsi, dès la fin de la XXIIe dynastie, une sorte de royaume de l'Ouest du Delta se forme, bien qu'il faille attendre le fils et successeur de Tefnakht, Bakenranef, pour qu'un roi règne sur ce territoire entre -716 et -712. Si ce dernier continua l'œuvre de Tefnakht, il fut également défait par les Koushites et le territoire fut alors administré par un envoyé du pouvoir koushite, dont un certain Ammeris. Par la suite, le nome fut à nouveau gouverné par des rois locaux, Tefnakht II (-680 à -672), Nékao Ier (-672 à -664) puis Psammétique Ier(-664 à -610), qui jouèrent un rôle important dans le rapport de force s'étant installé entre les Koushites en perte de Taharqa puis de Tanoutamon de vitesse et les Assyriens d'Assarhaddon et d'Assurbanipal jusqu'en -655, date à partir de laquelle ces deux puissances étrangères furent chassées du pays qui a alors été réunifié par Psammétique Ier.
À la Basse Époque, Saïs étant la capitale de l'Égypte sous la XXVIe dynastie, la région devint alors l'un des centres du pays. Si la dynastie fut détrônée lors de la première conquête perse, formant ainsi la XXVIIe dynastie, cette dernière fit face à plusieurs révoltes dont la dernière mena au pouvoir un certain Amyrtée de Saïs en -404, qui fut détrôné à son tour en -399 par Néphéritès Ier de Mendès, ce qui mis fin .

## Divinités locales

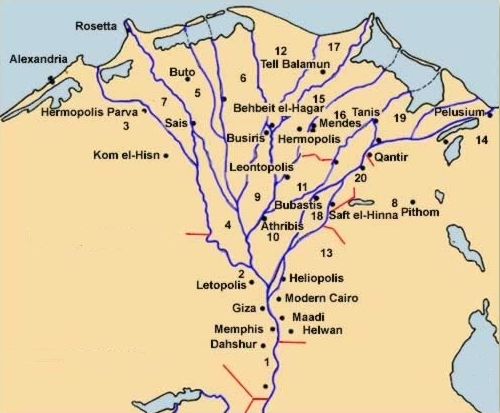
Les nomes de Basse-Égypte

Comme l'indique le nom du nome, la divinité locale principale était Neith (très ancienne déesse comme l'indique les noms de plusieurs reines de la Ire dynastie), ainsi que le dieu Sobek considéré comme le fils de Neith. La déesse Methyer y était également vénérée. Osiris était également très vénéré dans le nome. D'autres divinités comme Isis, Horus, Hathor, Atoum et Amon étaient vénérées à Saïs.

## Lieux principaux
Il est à noter que les frontières du nome ont changé avec le temps, les villes citées ci-dessous ont été identifiées comme faisant partie du nome dans ses frontières ptolémaïques.
- Saïs